# カトリオナ・ルメイ・ドーン
カトリオナ・ルメイ・ドーン（Catriona Le May Doan、1970年12月23日 - ）は、カナダのスピードスケート選手。500mで37秒台を世界で初めて記録し、オリンピック連覇も果たした名選手である。

## 選手としての経歴
1995/96シーズンにワールドカップの500mで総合3位に入った。長野オリンピックシーズンの1997/98シーズンに500m・1000mの2種目でワールドカップ総合優勝に輝き、オリンピックではその2種目でメダルを獲得。以後トップレベルのスプリンターとして活躍した。
1997年11月には女子選手として初めて500mで37秒台を記録し、以後この種目の世界記録を5回連続で塗り替えた1000mやスプリント複合の世界記録も更新している。
オリンピックには長野大会も含め四度出場。アルベールビル・リレハンメル両大会合わせての最高成績は14位であった。開会式で旗手を務めたソルトレイクシティ大会では500mで2大会連続の優勝を果たし、オリンピックの個人種目で連覇を果たした初めてのカナダ人となった。この年、カナダの年間最優秀スポーツ選手に与えられるルー・マーシュ賞を受賞。2003年に現役を退いた。ワールドカップでは通算34勝、総合優勝5回。カナダスポーツ殿堂・カナダオリンピック委員会殿堂に殿堂入りしており、カナダ勲章(オフィサー)も与えられている。

## 引退後

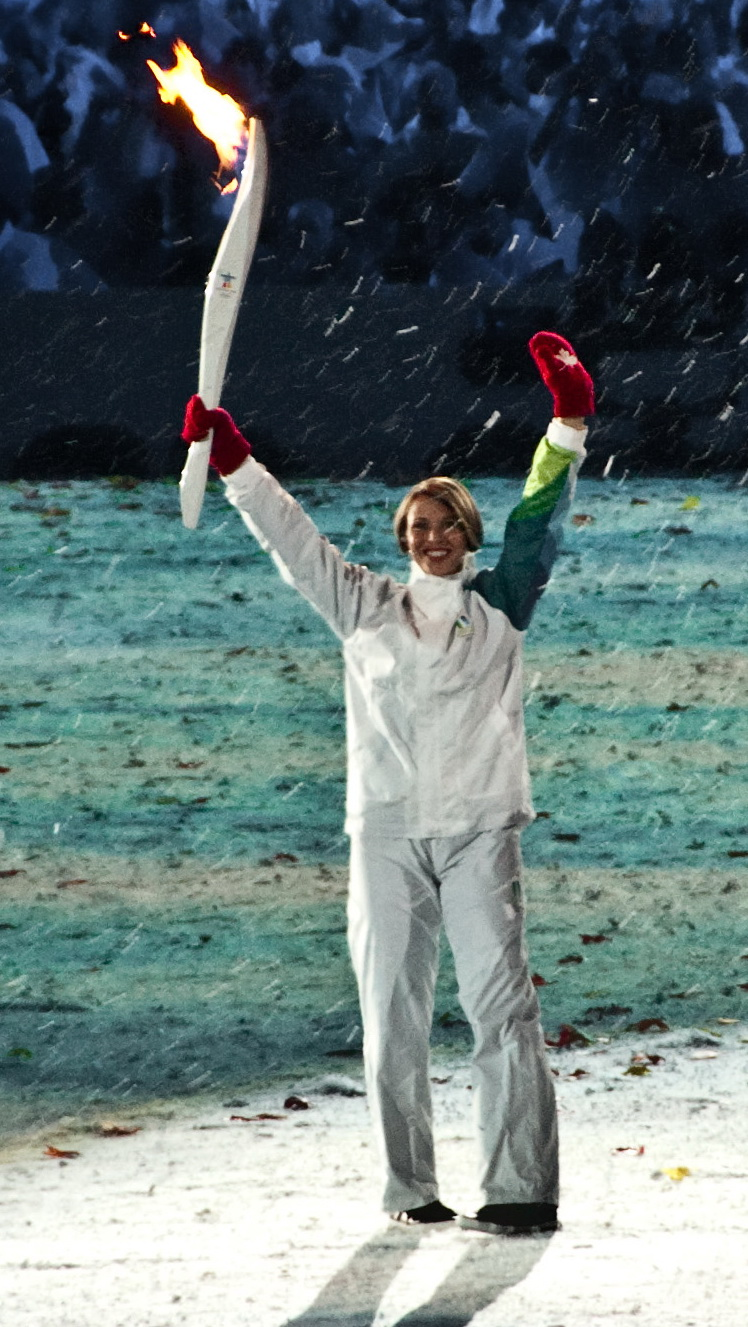
バンクーバーオリンピック開会式でのルメイ・ドーン

現在は夫と2人の子とともにカルガリーで暮らし、主にオリンピック開催時のキャスターとして活躍している。2010年バンクーバーオリンピックやロンドンオリンピックではCVTのキャスターを務めた。今後もCVTでの仕事を続けるつもりだという。バンクーバーオリンピックには組織委員会のメンバーとしても関わっている。さらにこの大会では、開会式で聖火の点火者の一人としても登場した。聖火台のトラブルによって点火できなかったため、彼女はトーチを掲げてその場を凌ぎ、閉会式で改めて点火を行った。
また社会運動にも携わり、医療やスポーツに関係した複数の団体のスポークスマンである。彼女の社会的な提言や活動は公式サイトでも見ることができる。

## 自己記録
| 種目           | 記録            | 日時           | 場所               |
| -------------- | --------------- | -------------- | ------------------ |
| 500m           | 37秒22          | 2001年12月9日  | カルガリー         |
| 1000m          | 1分14秒50       | 2001年3月10日  | ソルトレイクシティ |
| 1500m          | 1分57秒50       | 2001年3月16日  | カルガリー         |
| 3000m          | 4分26秒98       | 2003年3月21日  | カルガリー         |
| 5000m          | 8分14秒52       | 1993年12月19日 | カルガリー         |
| スプリント複合 | 150.085ポイント | 2001年1月7日   | カルガリー         |